# Dysstroma heydemanni
Dysstroma heydemanni är en fjärilsart som beskrevs av Louis Beethoven Prout 1931. Dysstroma heydemanni ingår i släktet Dysstroma och familjen mätare. Inga underarter finns listade i Catalogue of Life.